# Lactarius aurantiacus
Lactarius aurantiacus   (Christian Hendrik Persoon, 1821 ex Samuel Frederick Gray (1821) sin. Lactarius mitissimus (Elias Magnus Fries, 1838), din încrengătura Basidiomycota, în familia Russulaceae și de genul Lactarius, este o ciupercă limitat comestibilă, denumită în popor caisa pădurii sau burete gălbișor (bureți gălbișori). Acest burete coabitează, fiind un simbiont micoriza (formează micorize pe rădăcinile arborilor). În România, Basarabia și Bucovina de Nord crește solitar, dar și în grupuri mai mici, în păduri de conifere și mixte umbroase, preferat sub molizi printre perinițe de mușchi, foarte rar, de asemenea, sub brazi precum în cele de foioase  pe lângă fagi. Specia se dezvoltă pe sol bazic proaspăt, nu prea gras și umed precum cu un nivel scăzut de azot, de la deal la munte, din august până la sfârșitul lui octombrie sau până la mijlocul lui noiembrie.

## Taxonomie

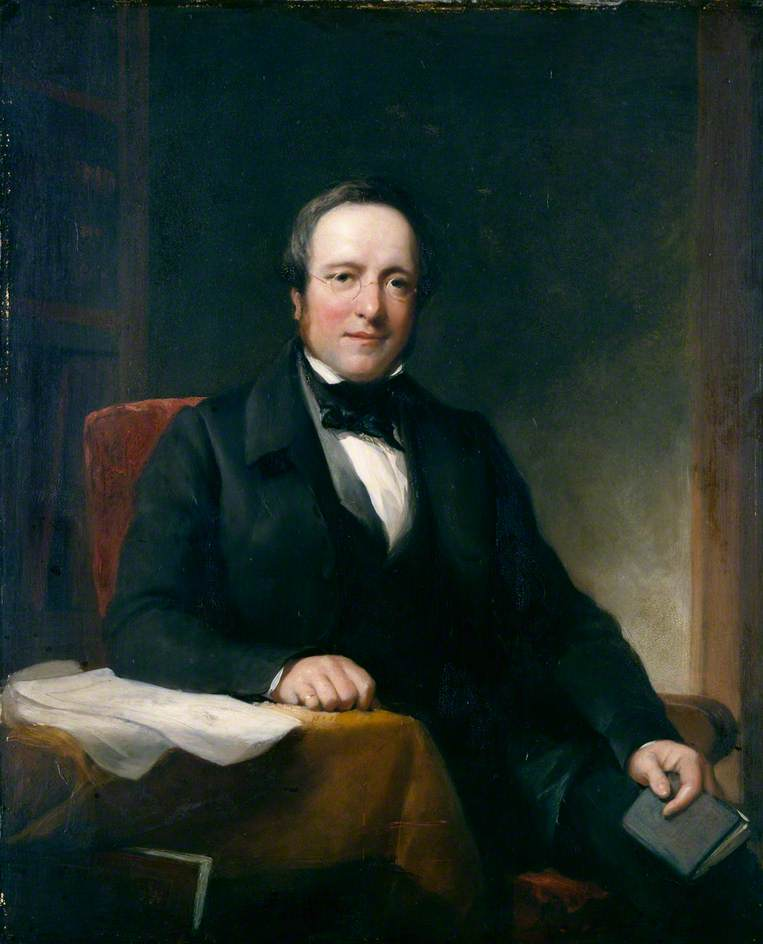
Samuel F. Gray

Primul care a descris buretele sub denumirea Agaricus testaceus var. aurantiacus a fost renumitul micolog sudafrican (Christian Hendrik Persoon în volumul 2 al operei sale Synopsis methodica Fungorum din 1801, iar, în 1821, faimosul savant suedez Elias Magnus Fries l-a determinat specie autonomă chiar sub două nume, Agaricus aurantiacus și Agaricus mitissimus. În 1838, tot Fries a schimbat numele generic în Lactarius adăugându-i epitetul mitissimus, de verificat în cartea sa Epicrisis Systematis Mycologici seu Synopsis Hymenomycetum.
Dar, cu 17 ani în urmă, în 1821, micologul englez Samuel Frederick Gray determinase soiul deja sub taxonul Lactarius aurantiacus, anume în volumul 1 al marii sale lucrări A natural arrangement of British plants.
Mulți micologi au preferat în urmare numele binomial Lactarius mitissimus a lui Fries, autorul fiind probabil văzut mai competent și renumit. Dar drept regulamentului privind prioritatea numelui mai vechi, denumirea lui Gray a fost stabilită nume binomial valabil, actual și în prezent (2018). Totuși, numele dat de Fries se găsește în multe lucrări și studii micologice până azi. Celelalte încercări de redenumire (vezi infocaseta) sunt valabile ca sinonime, dar, nefiind folosite, sunt neglijabile.

## Descriere

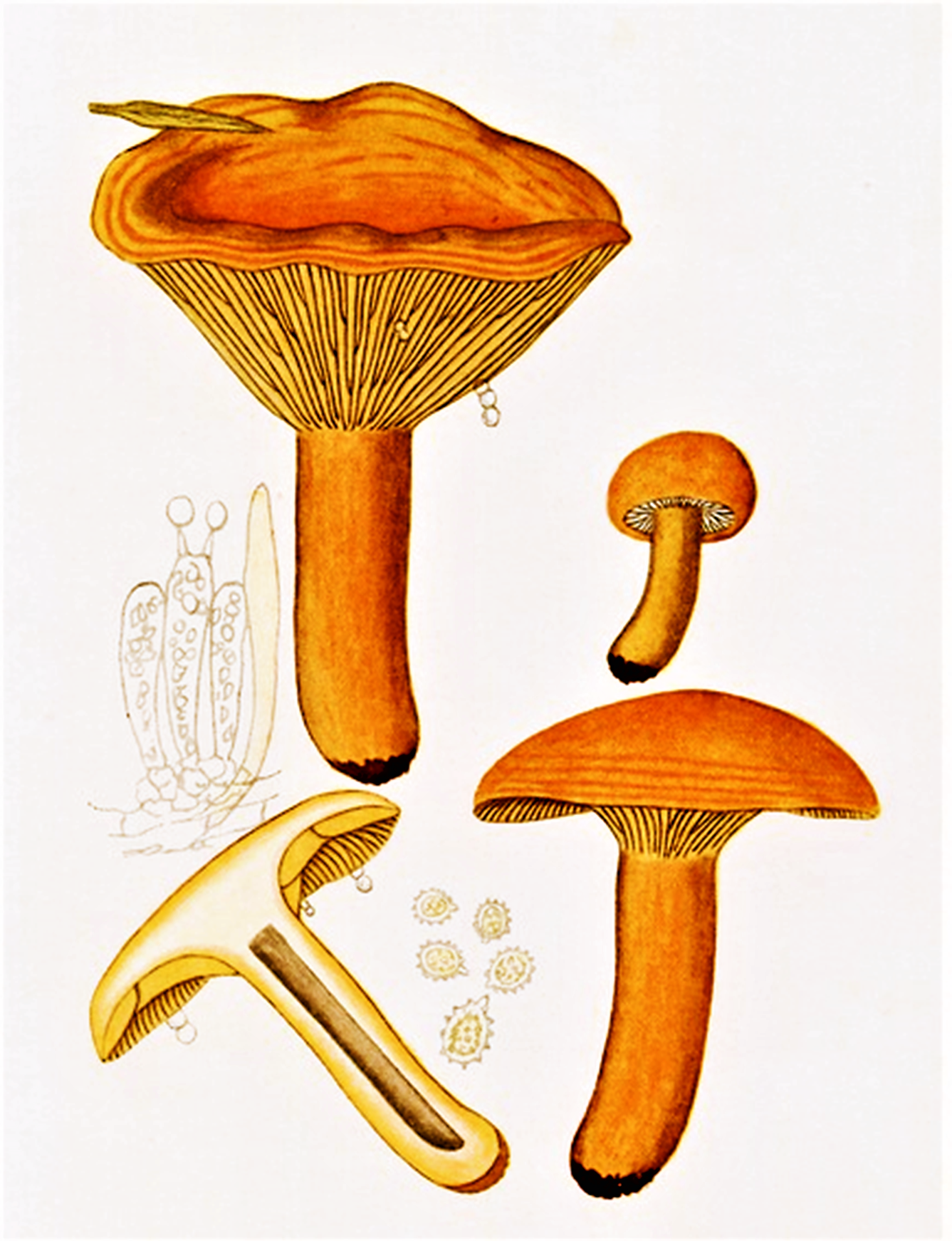
Bres.: Lactarius aurantiacus

- Pălăria: are un diametru de 4-6 (8) cm, este cărnoasă, la început convexă cu marginea răsfrântă spre picior precum un gurgui accentuat care se pierde cu vârsta, apoi devine plan-deprimată și adesea adâncită în centru. Cuticula netedă, nevărgată și puțin vâscoasă pe timp umed este colorată portocaliu, marginea în tinerețe portocaliu-gălbui.
- Lamelele: sunt dese, cărnoase și nu prea înalte, aderate în unghi drept la picior, mai rar puțin decurente, unele câteodată ramificate, dar mereu cu lameluțe intercalate la margine. Ele sunt inițial de colorit ocru-gălbui, schimbând cu avansarea în maturitate peste galben-roșiatic la brun-portocaliu.
- Piciorul: are o înălțime de 3-8 cm și o lățime de 0,8-1,2 cm, este cilindric precum ușor subțiat la bază, fragil și neted. Suprafața este în stadiu tânăr crem-gălbuie și slab brumată albicios, devenind mai târziu  galben-portocalie cu dungi galben-maronie. Odată cu maturitatea devine gol pe interior. Nu prezintă inel.
- Carnea: este gălbuie, destul de compactă în pălărie, dar foarte friabilă, cu miros de rozmarin, dar bătrân devenind neplăcut, amintind de cel de ploșnițe. Gustul este în primul moment mereu dulceag, dar diferă după scurt timp între plăcut și amar.
- Laptele: latexul alb care curge foarte abundent este pricina amăriii. Nu se știe precis, de ce unele exemplare rămân savuroase, pe când altele dezvoltă un gust mai mult au mai puțin amar. Astfel Bruno Cetto de exemplu îl vede mai degrabă necomestibil, pe când micologii germani Hans E. Laux și Linus Zeitlmayr comestibil.[4][5][6][7] Jurnalul micologic german Der Tintling chiar diferențiază între Agaricus aurantiacus, crescător de sol acru precum necomestibil  și Agaricus mitissimus, crescător de sol bazic și comestibil.[12]
- Caracteristici microscopice: are spori aproape sferici, hialini (translucizi) reticulați, cu spini mici și coaste, având o mărime de 7.3-9,5 × 6.7-8.6 microni. Pulberea lor este albă. Basidiile cu 4 sterigme în formă de măciucă au o mărime de 40–55 × 7,5–13 microni. Cistoidele măsoară 45–80 (90) × 6,5–11 microni, cele pe muchii sunt mai mult sau mai puțin sterile.[13]
- Reacții chimice: Coaja piciorului se colorează cu acid azotic imediat portocaliu, mai târziu gri-portocaliu, carnea cu fenol gri- roz până gri-liliaceu, cu guaiacol după 3 minute rămânând ocru-portocaliu, carnea și lamelele cu Hidroxid de potasiu după 10 minute deschis gri-ocru precum cu sulfat de fier gri-verzui-măsliniu și carnea cu tinctură de Guaiacum după 10 minute gri-verzui.[14][15]

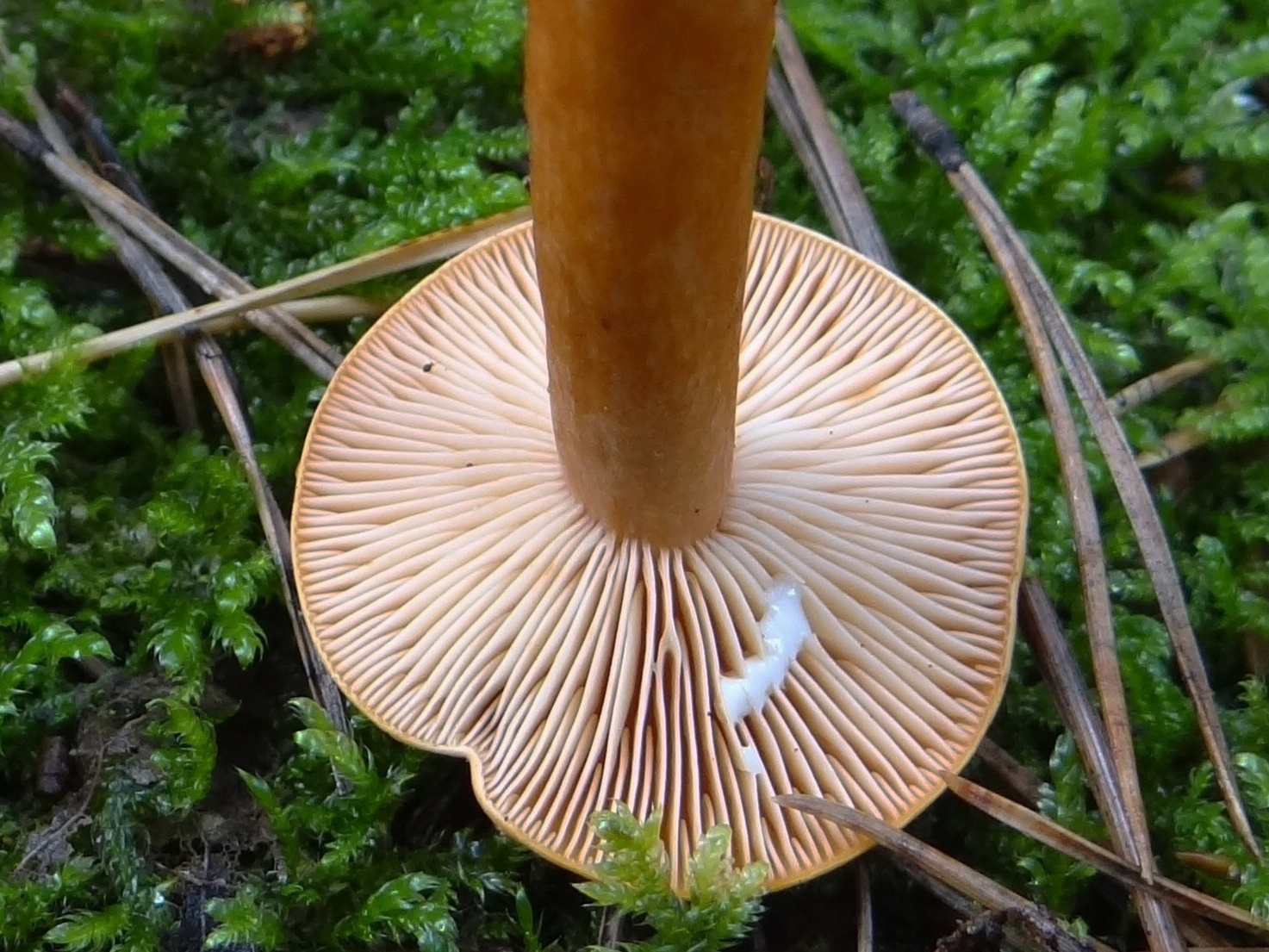
L. aurantiacus, lamele, latex și picior
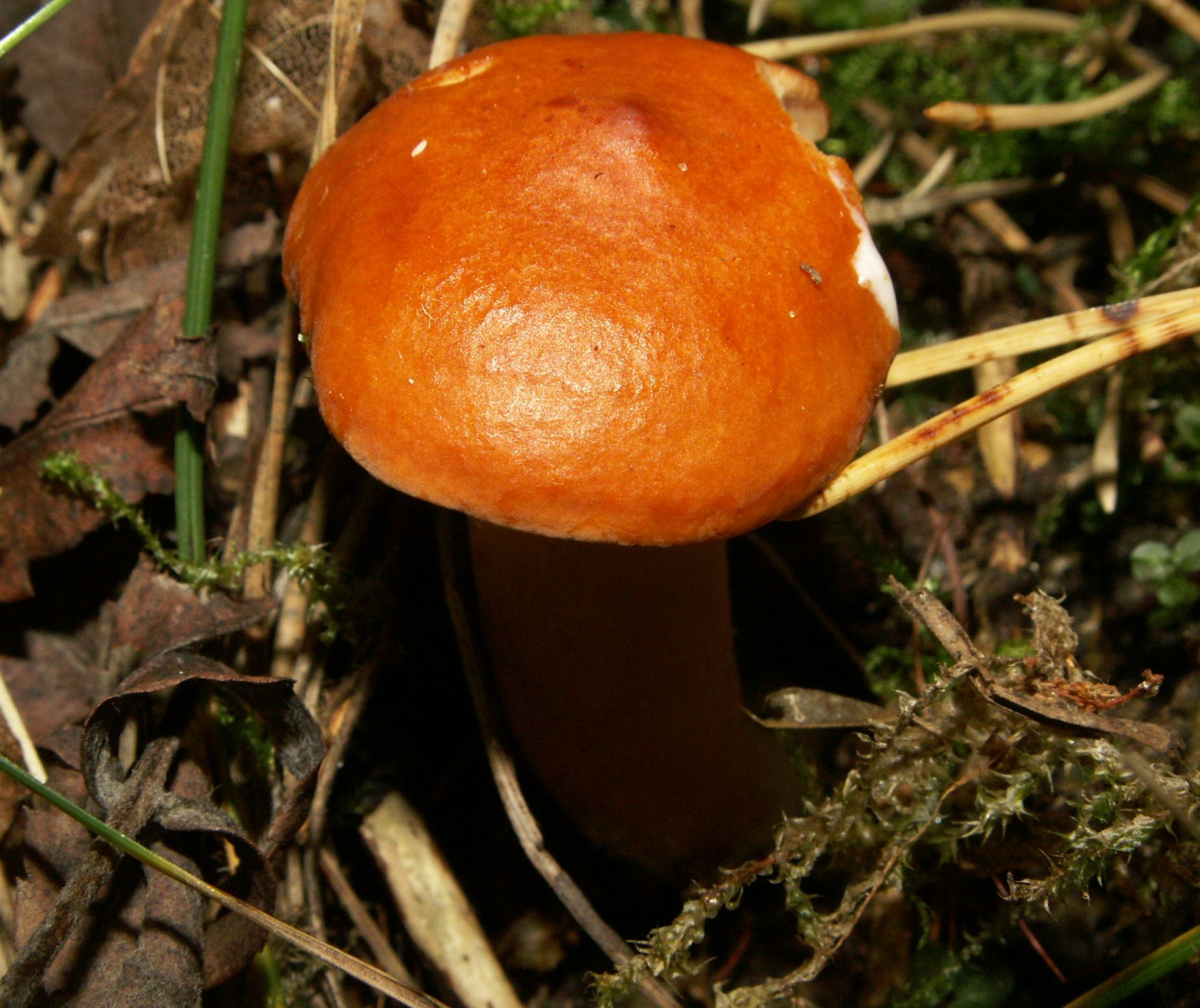
L. aurantiacus tânăr
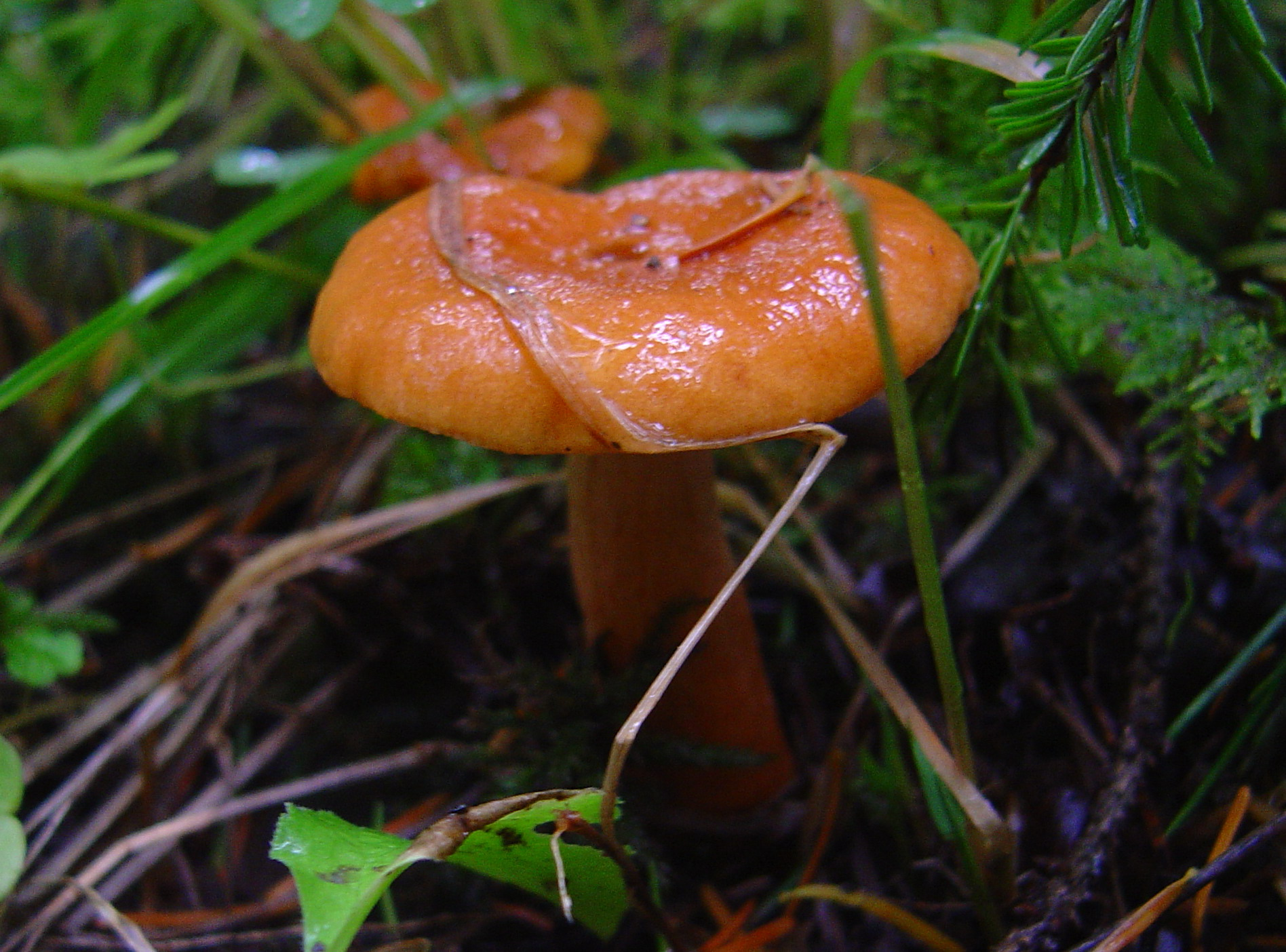
L. aurantiacus matur
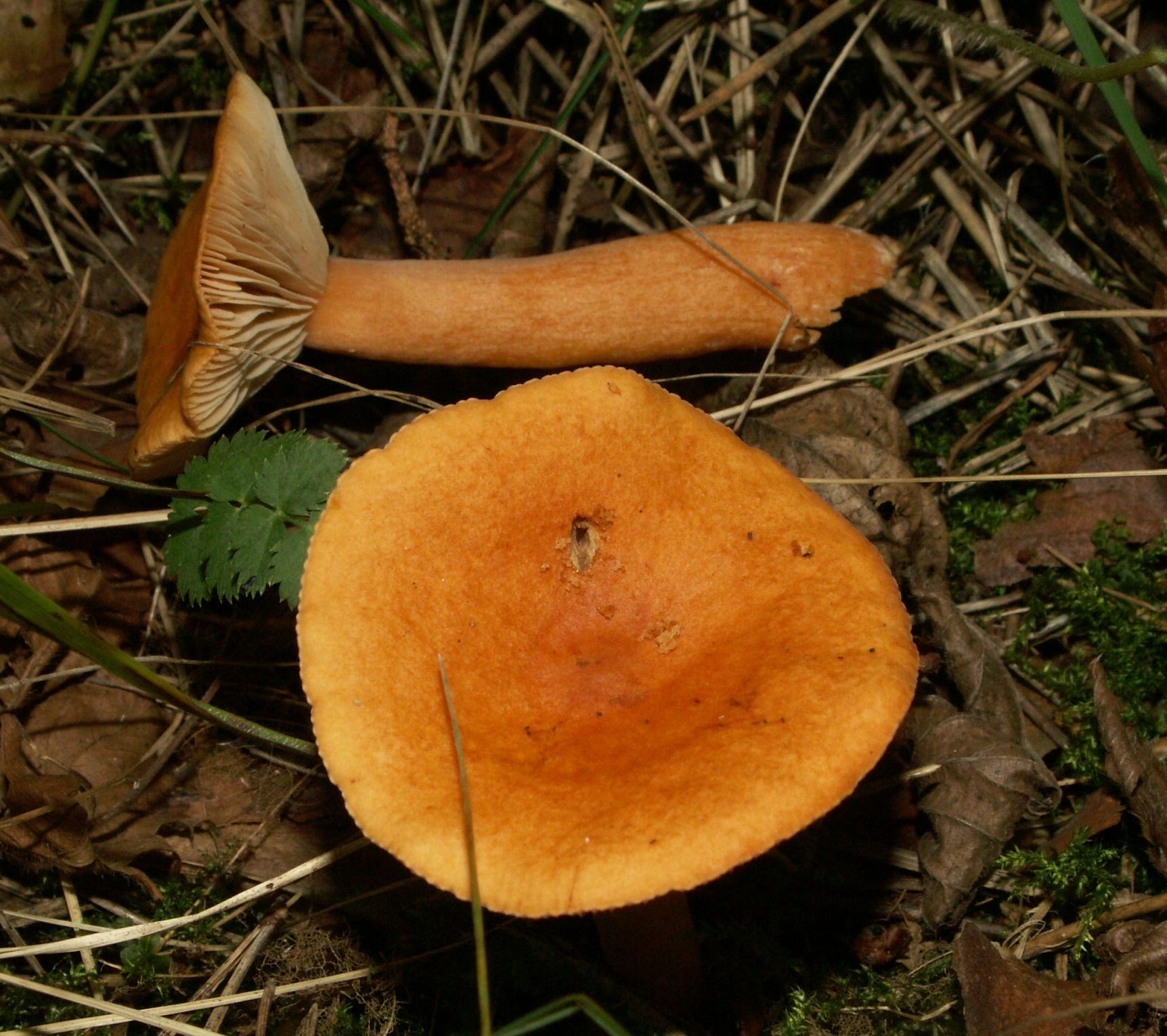
L. aurantiacus bătrân

## Confuzii
Există multe specii asemănătoare, în majoritate necomestibile din cauza iuțirii (peste 20, de exemplu Lactarius hysginus, Lactarius rufus), Lactarius torminosus fiind în plus și ușor otrăvitor. O probă decide repede între cele comestibile respectiv necomestibile. Bureți cu lapte dulce alb pot fi mâncați. Aici câteva exemple de ciuperci cu lapte alb sau roșu: Lactarius camphoratus, Lactarius corrugis, Lactarius deterrimus, Lactarius decipiens (iute), Lactarius fulvissimus, Lactarius hygrophoroides, (comestibil), Lactarius piperatus, Lactarius porninsis, Lactarius pyrogalus, Lactarius quietus, Lactarius serifluus (necomestibil), Lactarius subdulcis, Lactarius subumbonatus (necomestibil),  Lactarius torminosus, Lactarius volemus.

## Specii asemănătoare în imagini

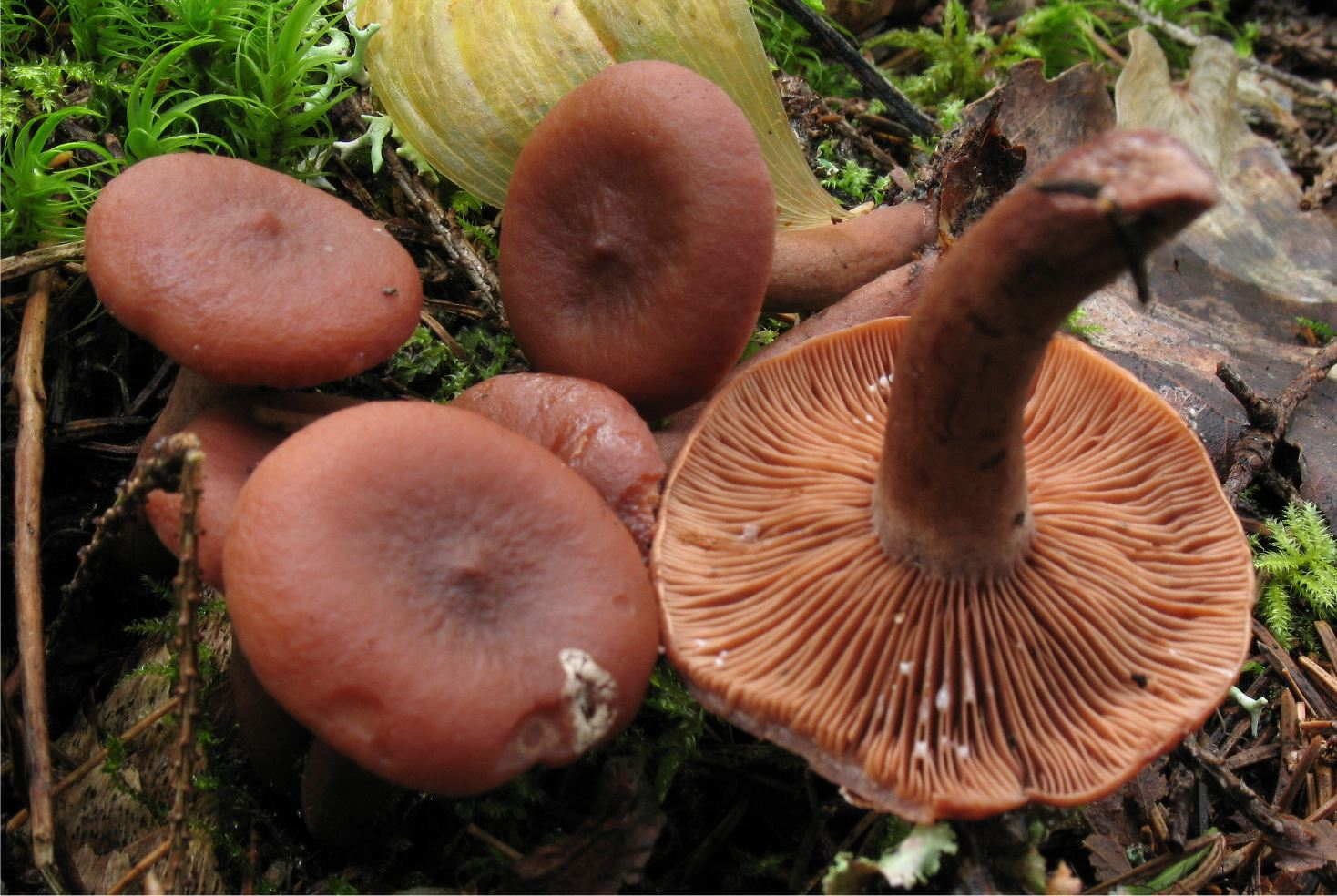
Lactarius camphoratus
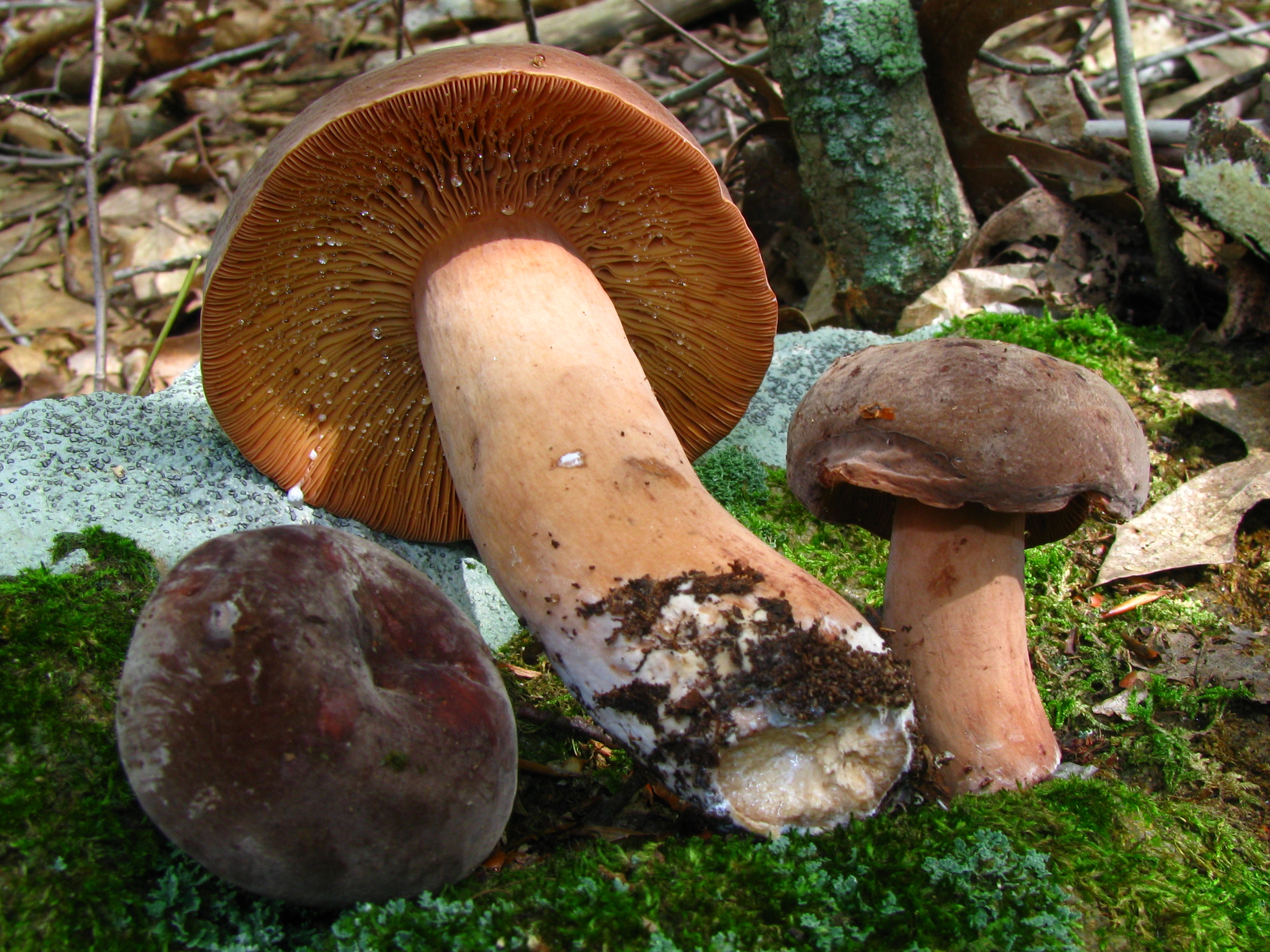
Lactarius corrugis
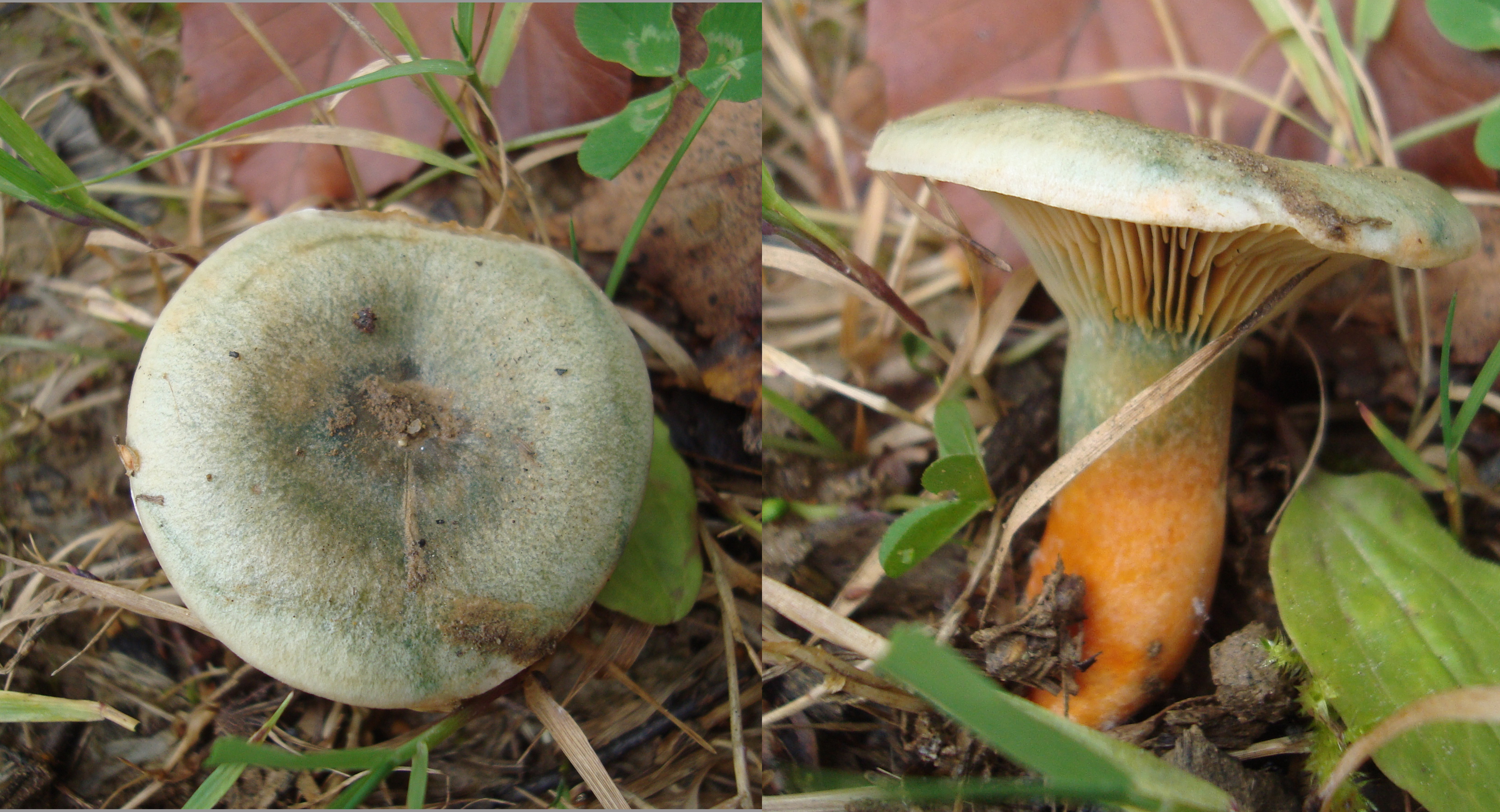
Lactarius deterrimus
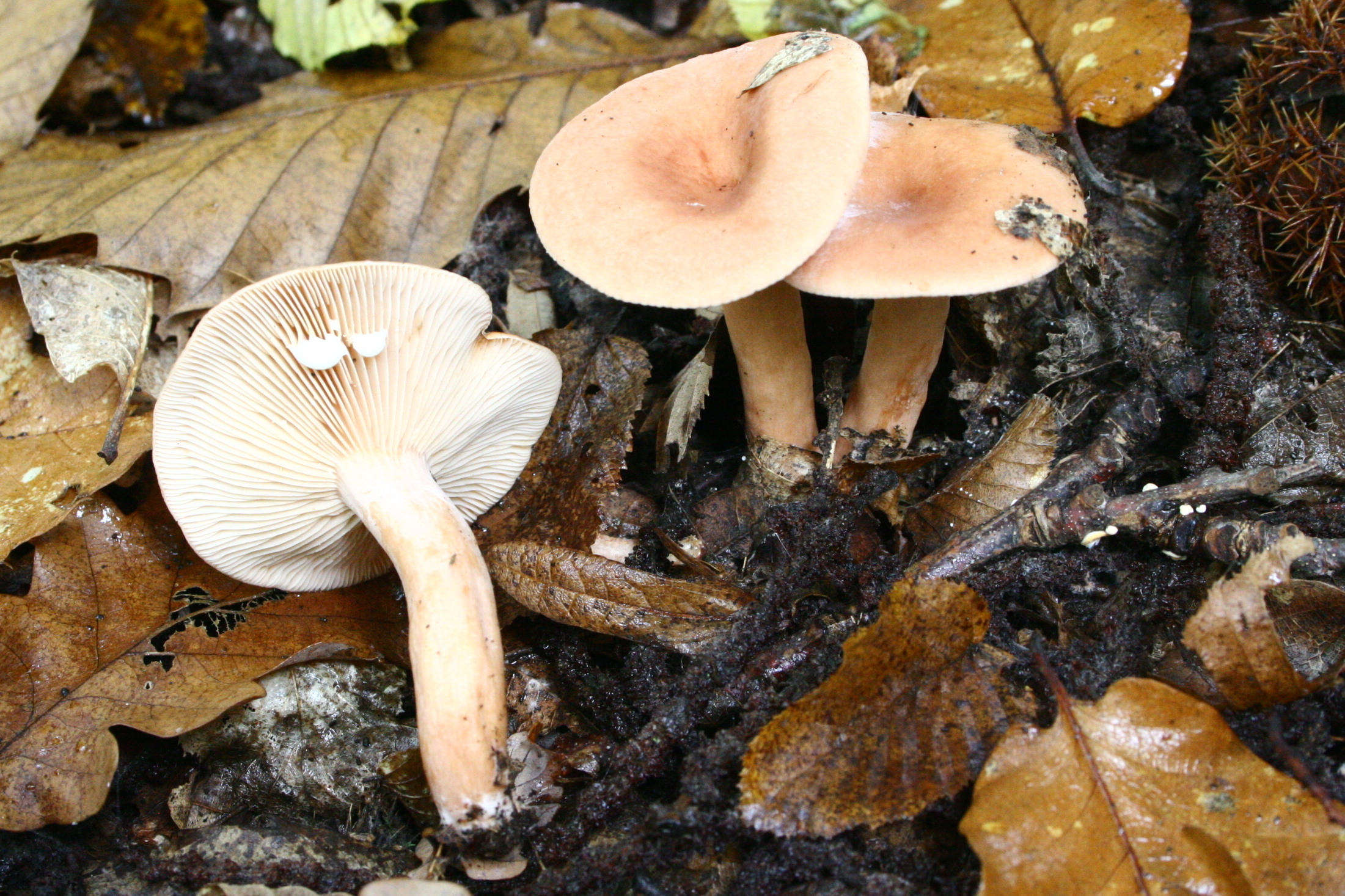
! Lactarius decipiens !
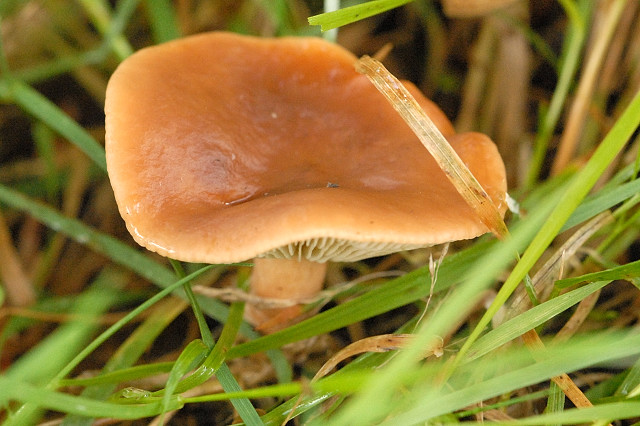
Lactarius fulvissimus
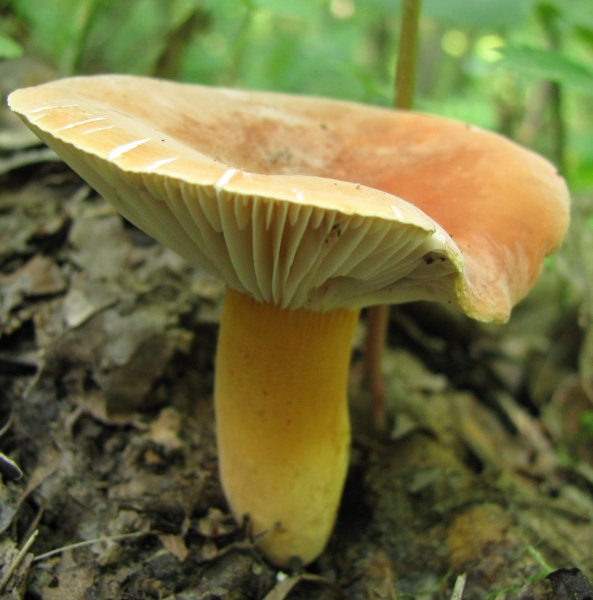
Lactarius hygrophoroides
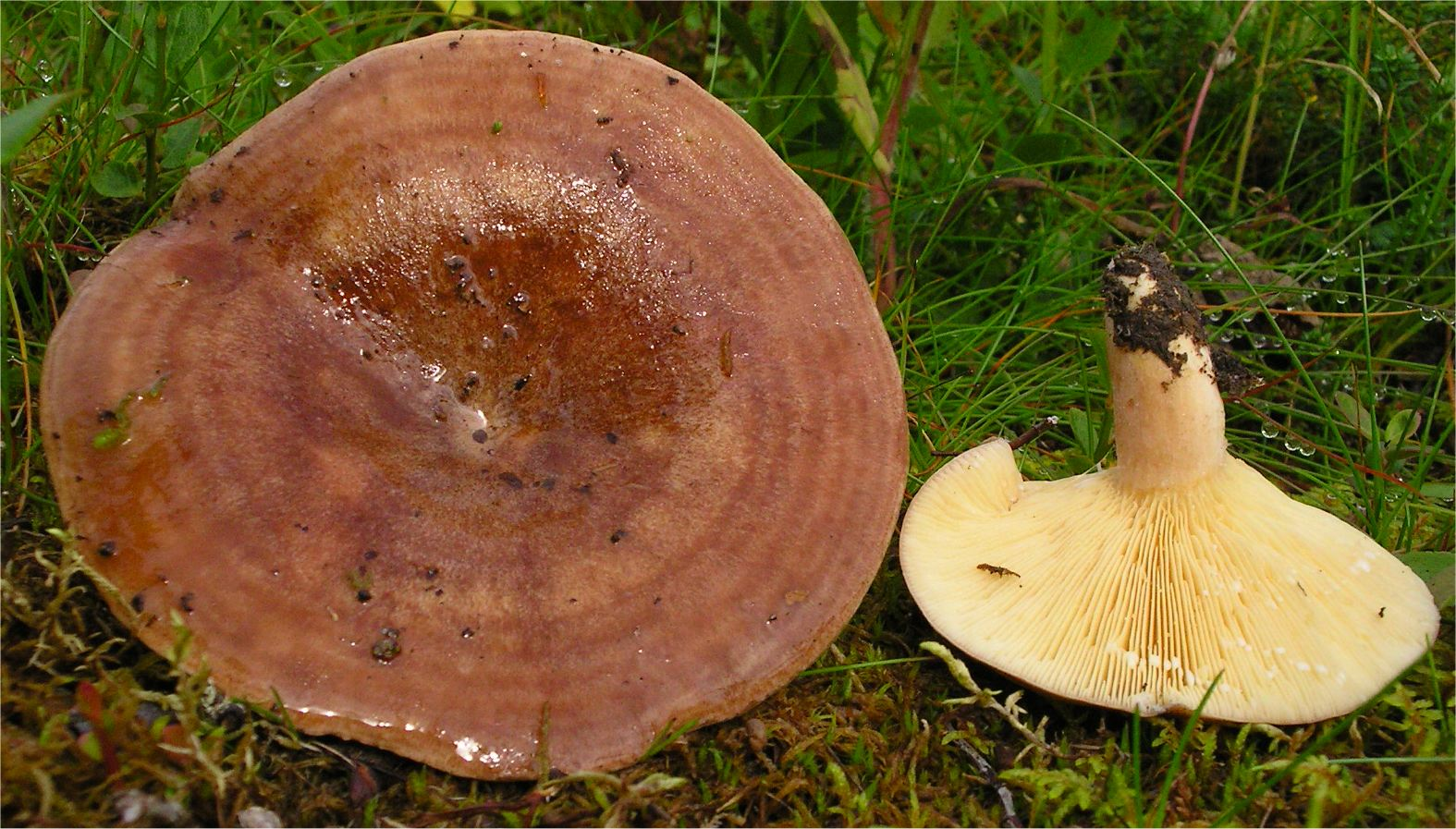
!Lactarius hysginus!
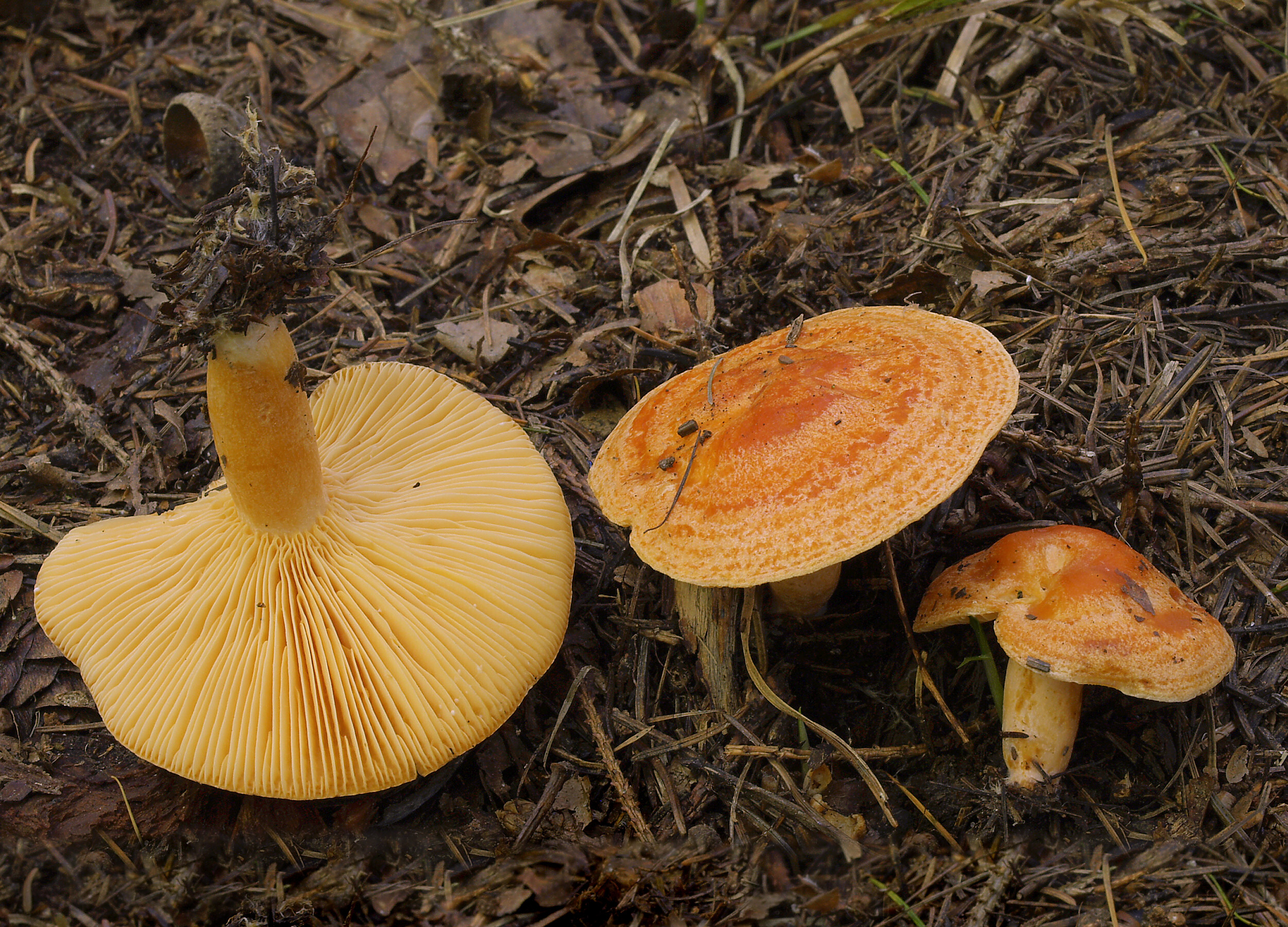
Lactarius porninsis
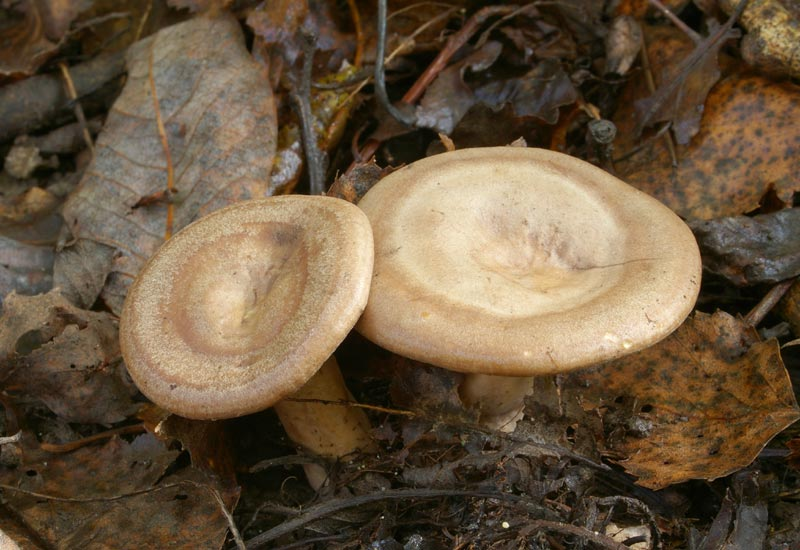
! Lactarius pyrogalus !

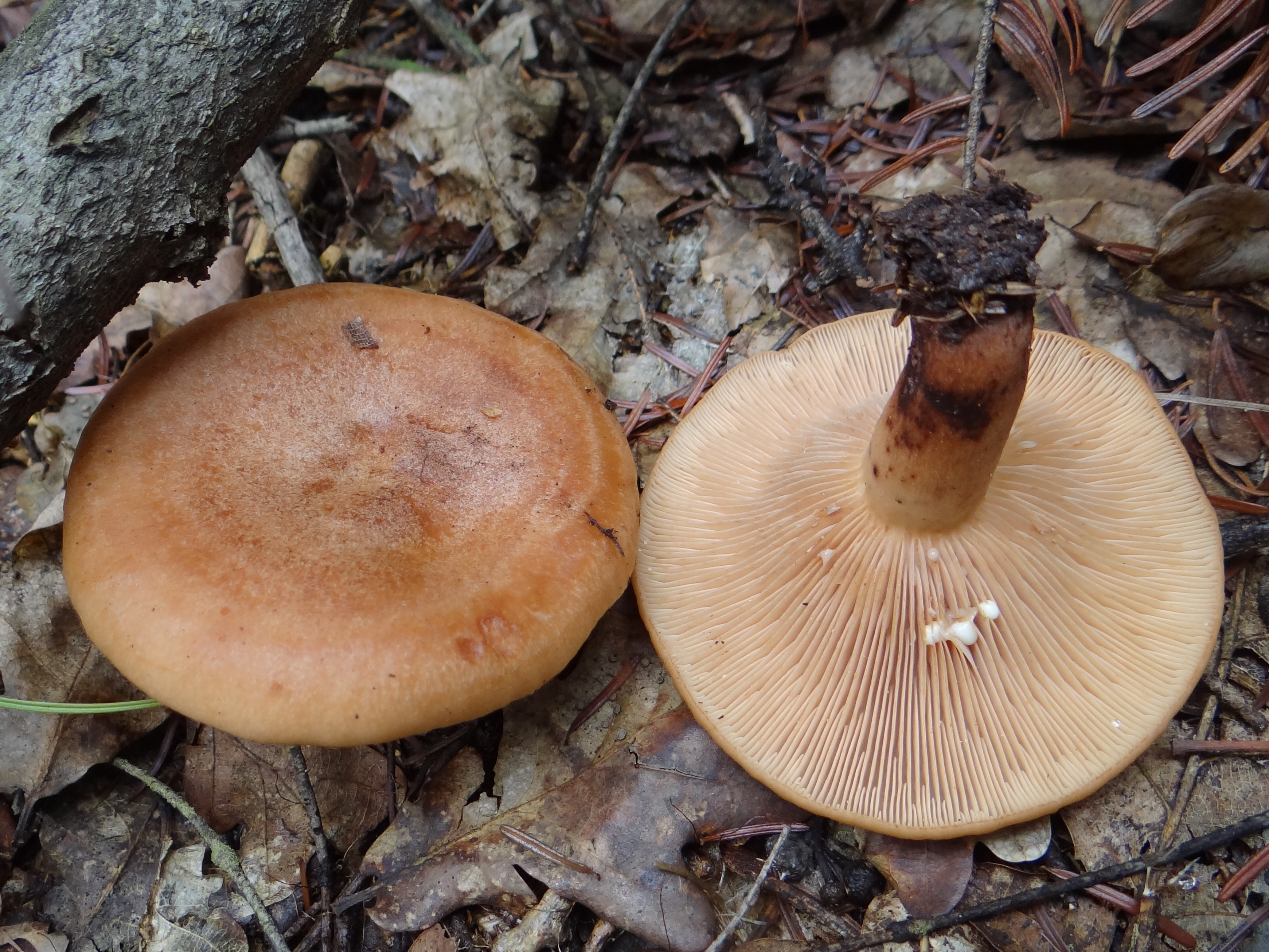
Lactarius quietus
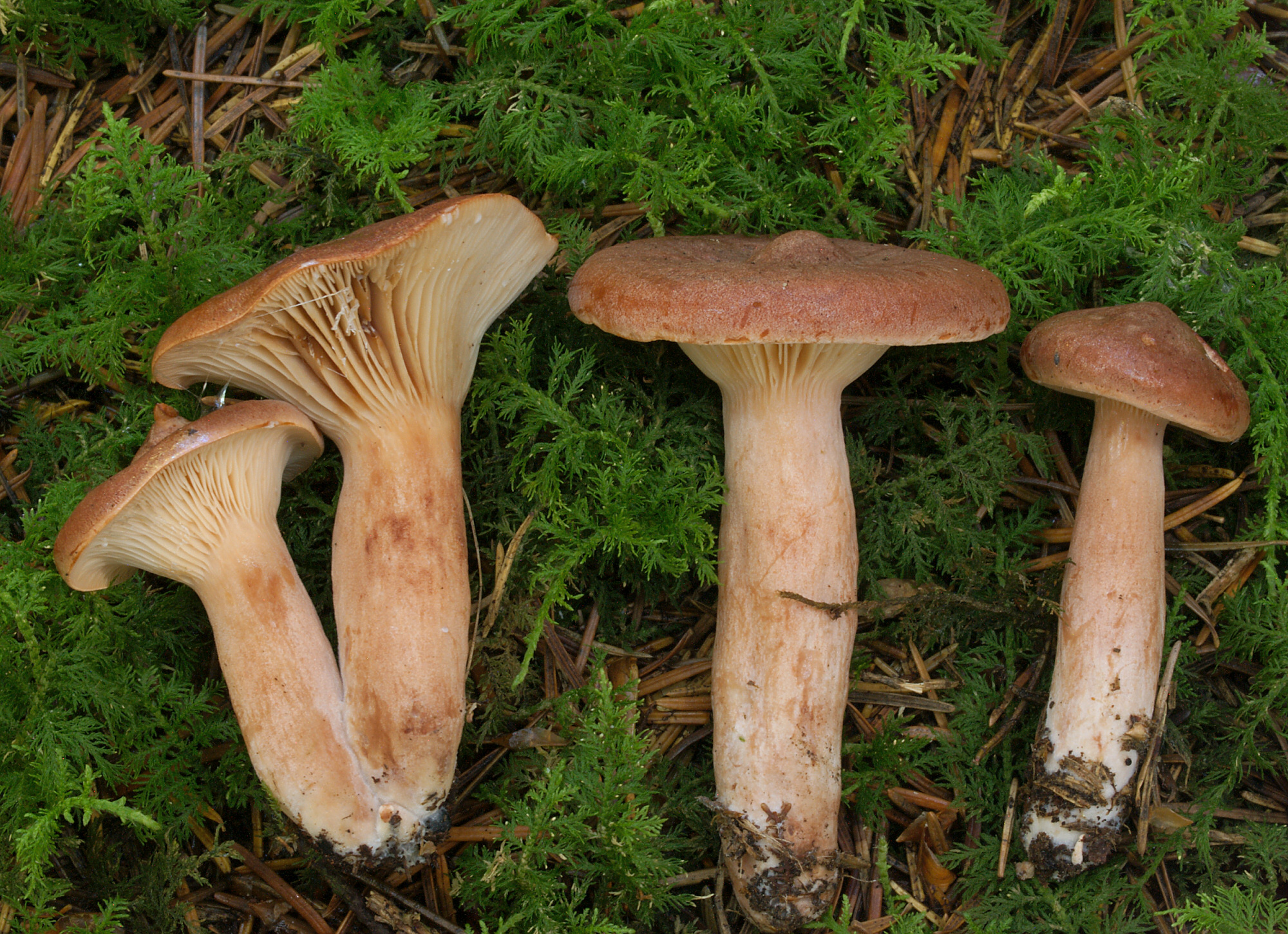
! Lactarius rufus !
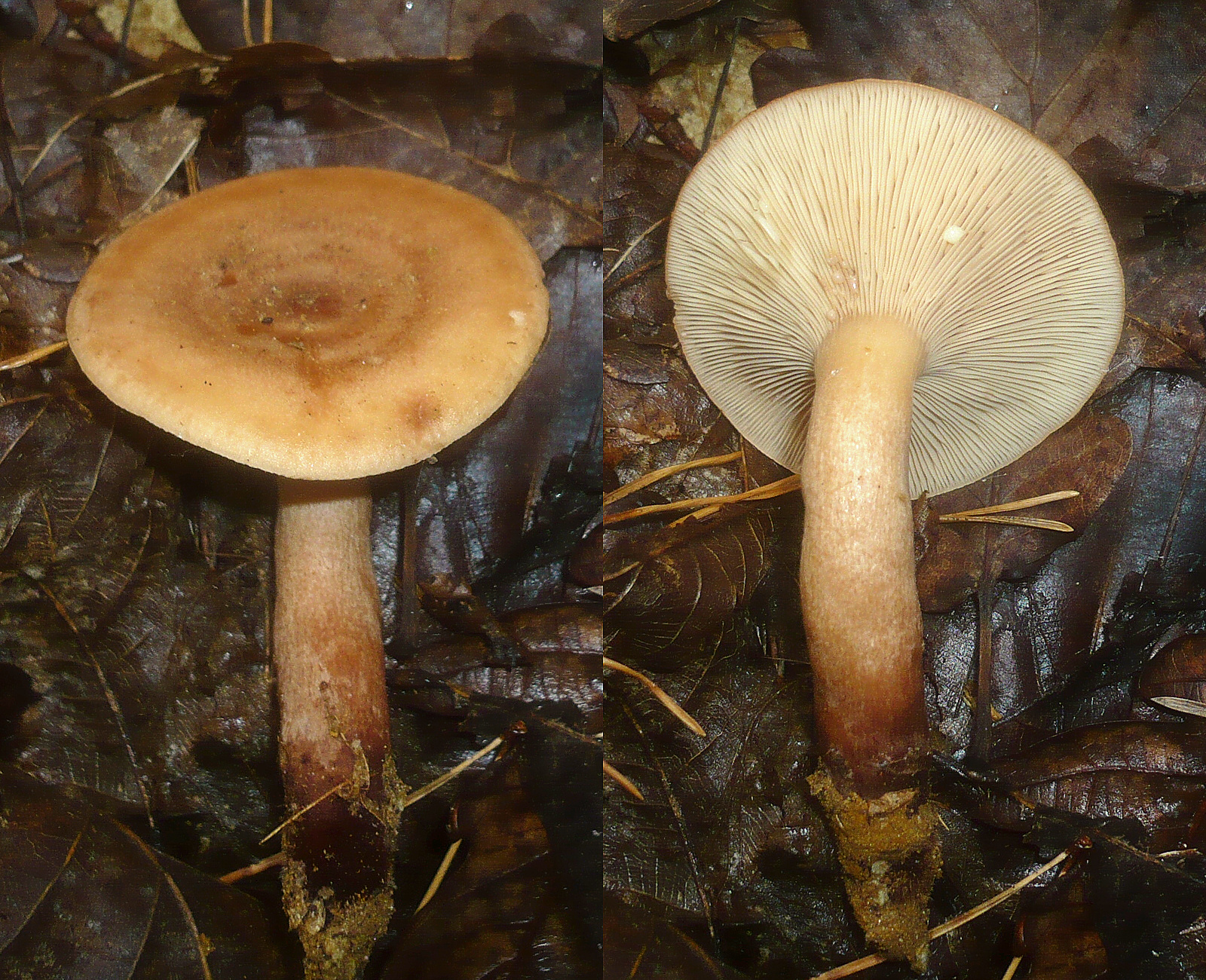
!Lactarius serifluus!
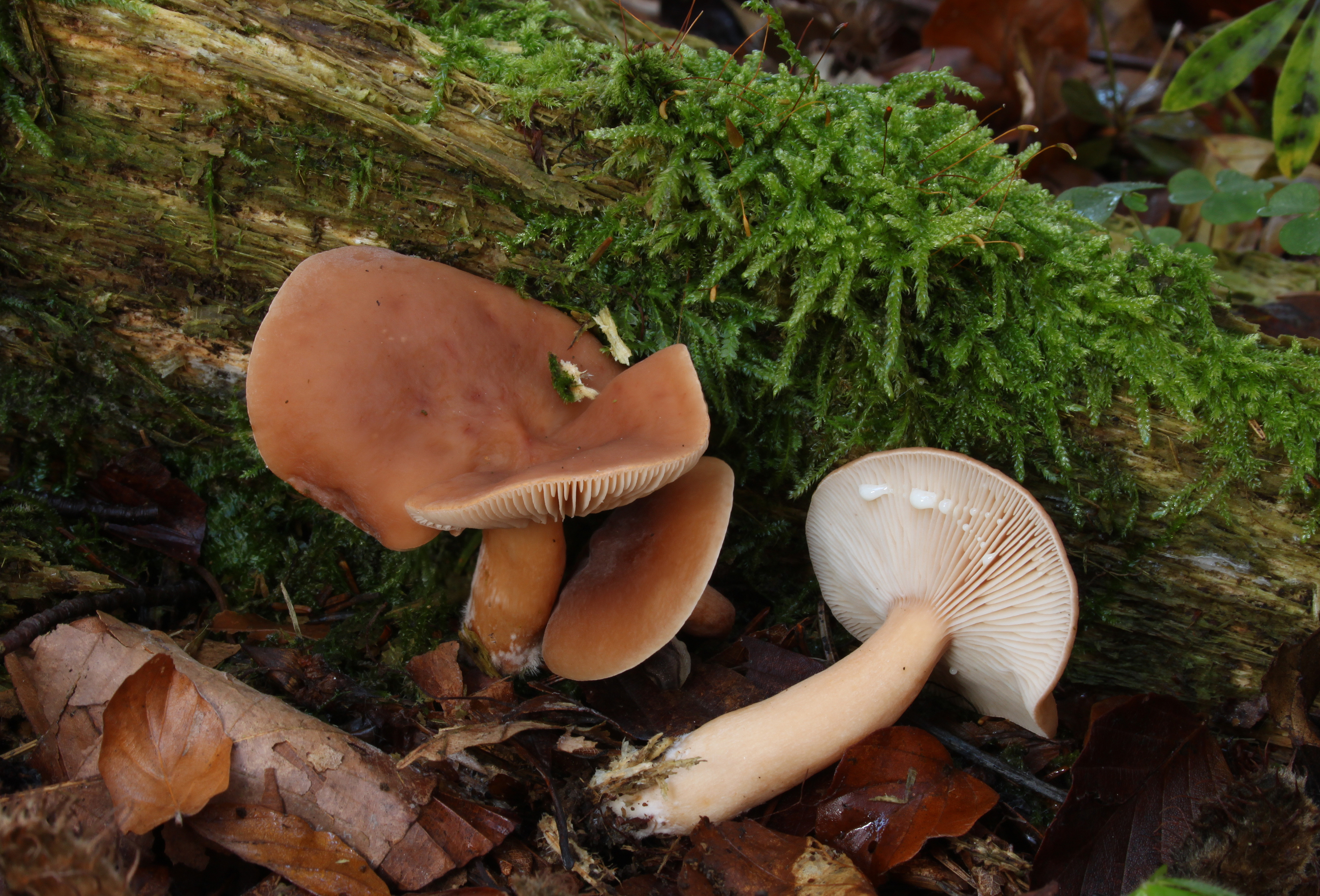
Lactarius subdulcis
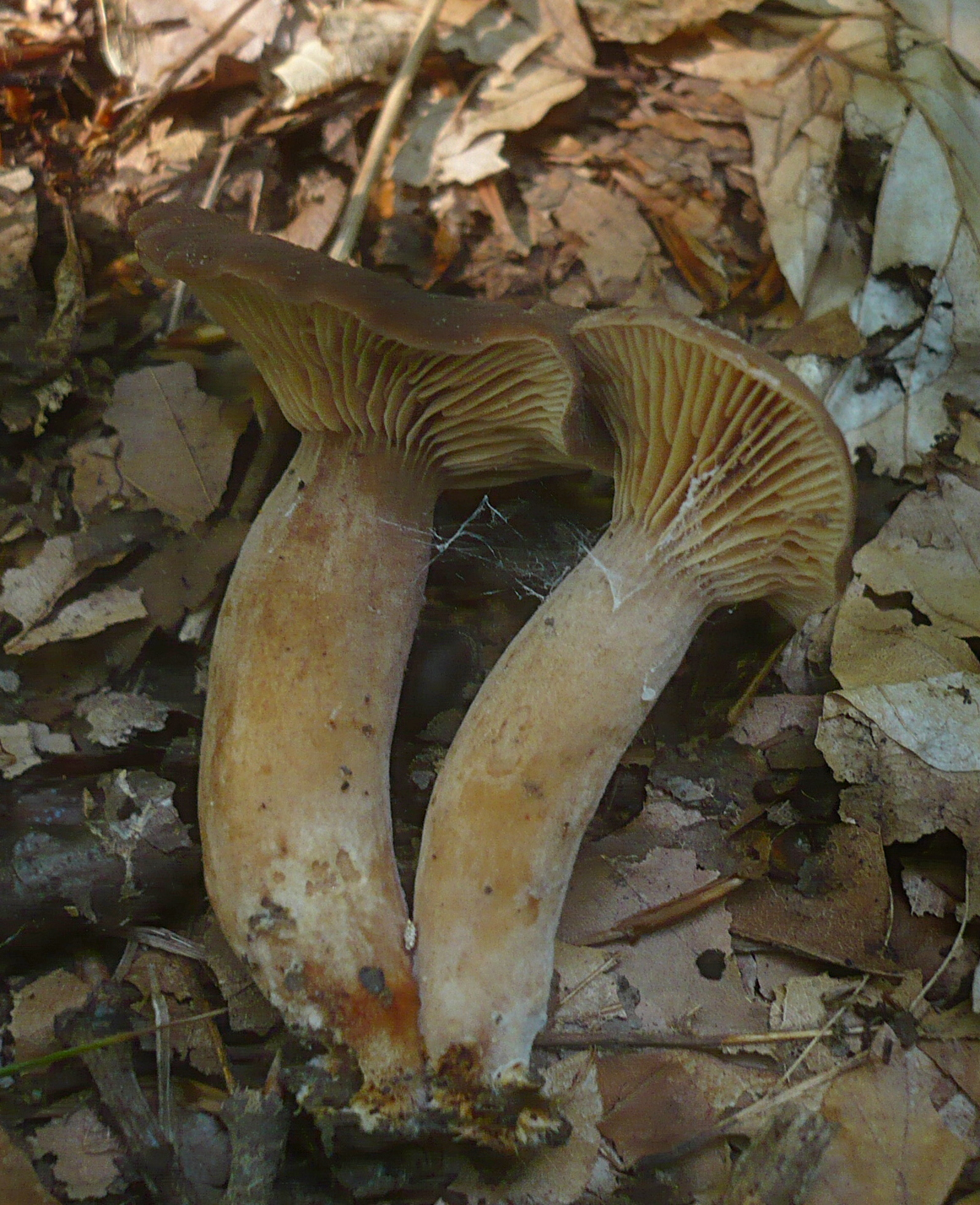
!Lactarius subumbonatus!
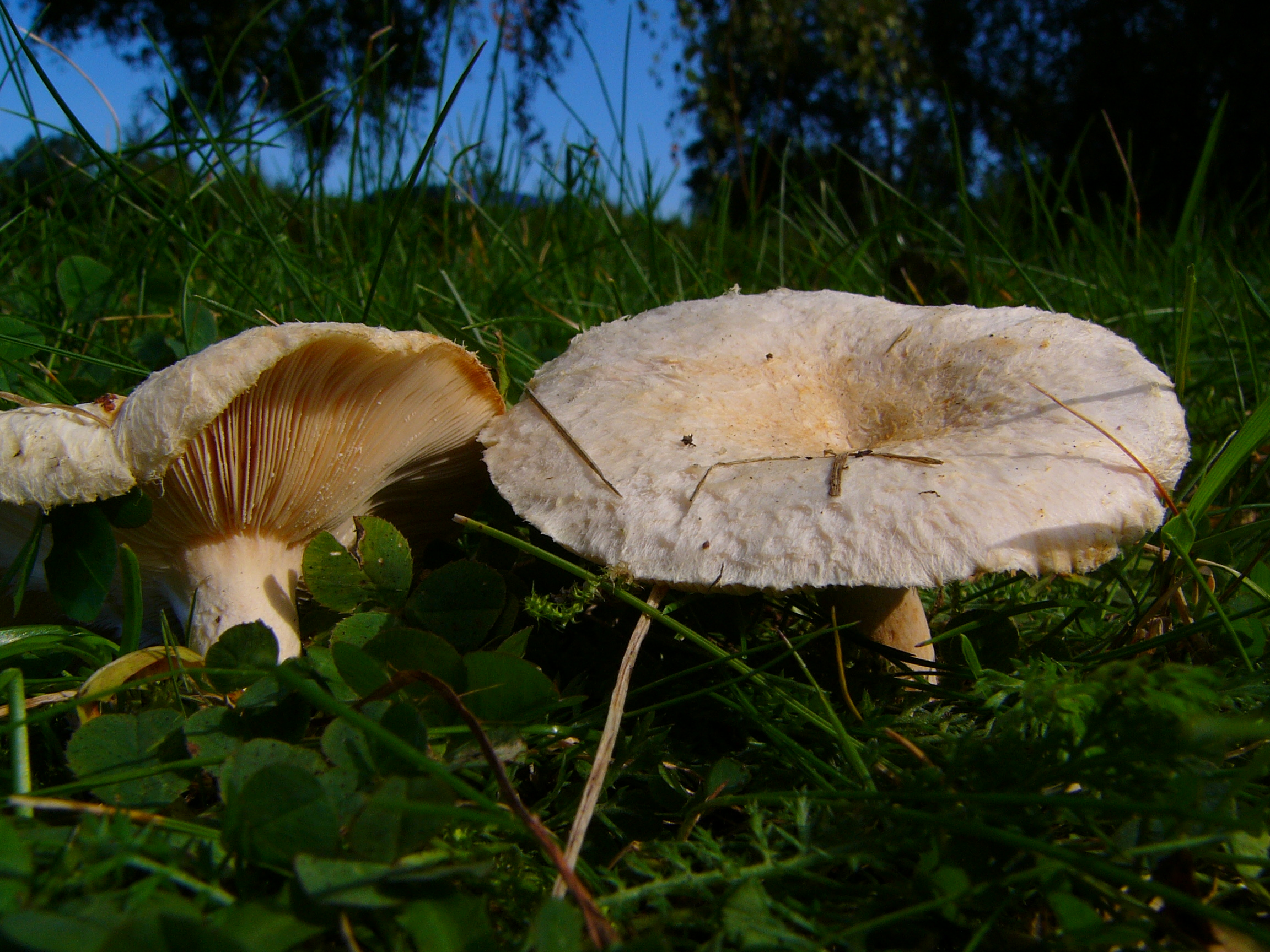
!! Lactarius torminosus !!
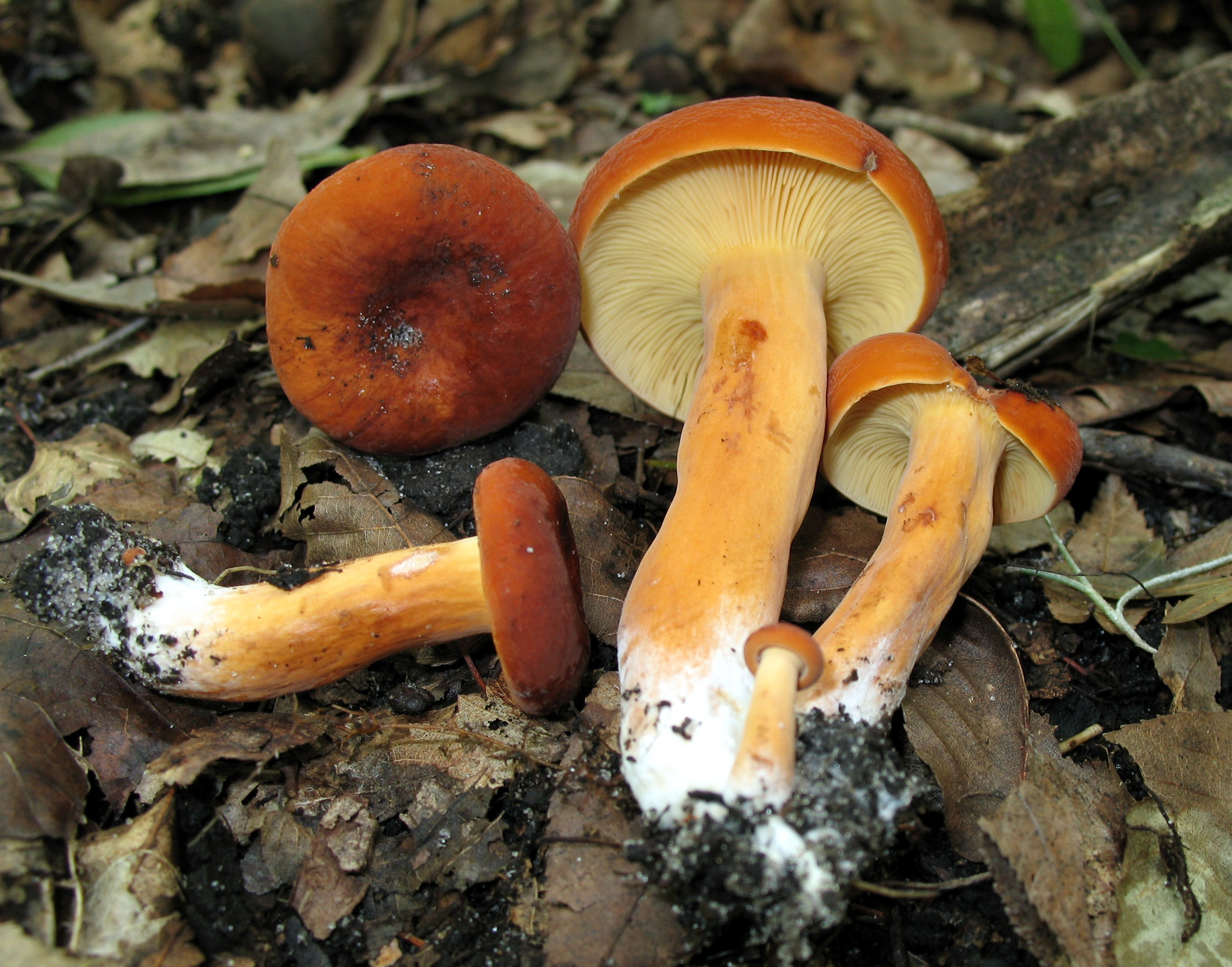
Lactarius volemus

## Valorificare
Caisa pădurii ar trebui consumată numai în stadiu tânăr, pericolul amăriii fiind astfel mai mic. Dar, o ciupercă amară poate fi spălată sub apă curgătoare. După uscare cu un prosop, ea poate fi preparată asemănător ca lăptuca dulce.